# Aarhus Airport
Aarhus Airport, (IATA: AAR, ICAO: EKAH) er en lufthavn beliggende 35 km nordøst for Aarhus. Aarhus Airport havde i 2024 et samlet passagertal (afrejsende + ankomne) på 510.788 rejsende, hvilket er en nedgang på 32.534 passagerer i forhold til 2023. Det gør den til den fjerdestørste lufthavn i Danmark målt på passagertal, overgået af København, Billund og Aalborg.
Lufthavnen blev i 2019 kåret som "Airport of the Year" af European Regions Airline Association.

## Historie
Oprindeligt blev lufthavnen anlagt som militær flyvestation i 1943 af den tyske besættelsesmagts Luftwaffe, som brugte den operativt, fra september 1944 og krigen ud. Efter krigen blev flyvestationen, der dengang hed Flyvestation Tirstrup, overtaget af Flyvevåbnet, og fra 1946 fungerede en del af den som civil lufthavn. Det blev efter 2. verdenskrig besluttet at lade lufthavnen i Tirstrup fungere som midlertidig lufthavn for Aarhus, og siden 1946 har lufthavnen haft en fast rute til København.
Fra 1952 blev flyvestationen udbygget, så den levede op til NATO's standarder og så den som en af blot to danske flyvestationer tillige var egnet til permanent udstationering af amerikanske fly i krigstid. Under Den Kolde Krig blev flyvestationen ofte benyttet som deployeringsbase, hvorfra flere danske og udenlandske eskadriller fløj under øvelser. I 1968 byggede de fire kommuner bag flyvepladsen en ny terminal i forbindelse med flyvepladsens udbygning til et NATO-anlæg. De mange tilpasninger hænger sammen med, at man søger at vinde andele af den stigende lufttrafik.
Udvidelsen af lufthavnen fortsatte i 1970’erne i takt med, at danskerne for alvor begyndte at rejse på charterferie. Man gik således fra at have ét flyselskab (SAS) i lufthavnen til at have flere, herunder et af de første danske charterbureauer, Tjæreborg. Lufthavnen fik desuden i 1973 status som såkaldt B-lufthavn, hvilket vil sige, at den blev en selvstændig personelforvaltende myndighed og derved rykkede op på lige fod med de øvrige store flyvestationer. I 1978, hvor Aarhus Amtskommune pegede på Tirstrup som regionens lufthavn, gik man for alvor i gang med at bygge ny terminal. Lufthavnens nuværende passagerterminal blev indviet i 1981.
I starten af 1990’erne skiftede lufthavnen navn til Aarhus Lufthavn, hvilket hænger sammen med den stigende udenrigstrafik, og i 2000 omdannedes Aarhus Lufthavn til et aktieselskab og hedder herefter Aarhus Lufthavn A/S, og Aarhus Amt indtrådte i ejerkredsen. I 2007 udtrådte Aarhus Amt af ejerkredsen grundet kommunalreformen. Ejerkredsen bestod da af: Aarhus Kommune, Randers Kommune, Norddjurs Kommune og Syddjurs Kommune. I 2009 indtrådte Favrskov Kommune i Aarhus Lufthavns ejerkreds og bestyrelse.
I juni 2016 valgte lufthavnens nabokommuner at sælge deres aktier til Aarhus Kommune, med undtagelse af Norddjurs Kommune og Syddjurs Kommune, der valgte at beholde en mindre aktieandel.
I 2017 gav EU-Kommisionen Aarhus Kommune lov til at investere et trecifret millionbeløb i lufthavnen. Samtidig annoncerede en af lufthavnens største kunder, flyselskabet SAS, en større satsning på lufthavnen, som bl.a. omfatter åbningen af syv nye direkte flyruter fra Aarhus i 2018 samt en opgradering af den eksisterende indenrigsrute til København.
Lufthavnen oplevede i 2018 stor vækst i antallet af internationale ruter og passagerer, ikke mindst grundet ankomsten af Europas næststørste lavprisselskab - britiske easyJet - til knudepunkterne Berlin, Tegel (september 2018) og London, Gatwick (november 2018). Selskabet har aldrig før haft en tilstedeværelse i Jylland, hvorfor valget af Aarhus anses som skelsættende.
Indtil 2025 lå en gokart-betonbane på Forsvarets del af flyvepladsen.

### Debat om ny placering
Allerede i 1944 var Aarhus Byråd begyndt at se på alternative placeringer af Aarhus Lufthavn, og man begyndte at kigge nærmere på planerne for en bynær lufthavn ved Egå (Taalfor Bakke). Byrådet ønskede en lufthavn af international standard med mulighed for at håndtere store mængder indenrigstrafik. Egå-projektet mødte dog massiv kritik fra bl.a. de godsejere, der har jord netop der, hvor lufthavnen ønskedes anlagt.
I 1970’erne blussede debatten op igen, og en placering i Hammel ansås i en rapport fra Ministeriet for Offentlige Arbejder for en strategisk rigtig placering. Amtsrådet godkendte i 1971 Hammelplanen, men pga. kæmpe modstand blev sagen et større og større problem. Man lagde pres på regeringen, bl.a. fordi Hammelplanen er en alvorlig trussel mod den nyoprettede Billund Lufthavn (1964), der blev oprettet på privat initiativ af Kirk-familien (stifterne af Lego-koncernen), da de fik afslag på at bruge militærets flyveplads ved Vandel til civilflyvning. Folketinget kunne ikke skabe flertal for Hammelplanen, og da amtet ikke selv havde mulighed for at afholde udgifterne på 80-90 mio. kr. til etableringen af den nye lufthavn, skrinlagdes projektet.
Debatten om lufthavnen blussede op igen i 1990’erne, bl.a. da lufthavnsdirektør Poul Stenbøg meldte ud, at lufthavnen bør flyttes. Flere lokale politikere, med borgmester Thorkild Simonsen i spidsen, bakkede op om etableringen af en ny lufthavn. Også stærke kræfter i det østjyske erhvervsliv samt Aarhus Transport Group støttede dette. Men et flertal i amtsrådet var imod – og projektet var dødsdømt: for det første fordi militæret ønskede at forlade Tirstrup Lufthavn, hvilket ville fordyre driften af lufthavnen for de engagerede kommuner, og for det andet fordi DSB blev en fordyrende konkurrent, idet åbningen af Storebæltsbroen gjorde togforbindelsen til et seriøst alternativ til luftvejen pga. reduceret rejsetid.
I 2001 præsenterede Det Midtjyske Lufthavnsråd (etableret 1997) en plan for en ny lufthavn ved Thomasminde, men 2,2 mia. kr.-planen faldt med 16 mod 15 stemmer ved en principafstemning i Aarhus Byråd i 2003. I 2009 nedlagde Det Midtjyske Lufthavnsråd sit hverv, hvorefter Aarhus Transport Group kæmpede videre for en lufthavn nærmere Aarhus. Debatten om lufthavnens placering fortsatte derfor i 2010'erne. I 2015 bestilte byrådet i Aarhus Kommune et analysearbejde vedrørende en ny placering af Aarhus Airport. Undersøgelsen anbefalede en placering i Flensted ved Låsby, alternativt på Thomasminde Mark. Da Skanderborg Kommune, som Flensted ligger i, var modstander af dette forslag, ville Aarhus Kommune arbejde videre for en placering på Thomasminde Mark, og bl.a. Aarhus Kommune udarbejdede en rapport for at undersøge lufthavnens muligheder og fremtid. Men i 2016 besluttede Aarhus Byråd med borgmester Jacob Bundsgaard i spidsen, at det ikke er realistisk at bygge en ny lufthavn tættere på Aarhus, og at man i stedet ønsker at udvikle og investere i den eksisterende lufthavn.

### Terminalen
Lufthavnens nuværende passagerterminal blev indviet i 1981. I 1978, hvor Aarhus Amtskommune pegede på Tirstrup som regionens lufthavn, gik man for alvor i gang med at bygge ny terminal. Derefter godkendte forsvarskommandoen i 1979, at der kan bygges en civil terminalbygning på den anden side af startbanen, hvorved den militære flyvestation fysisk adskilles fra den civile lufthavn.
I 2003 blev restauranten på 1. sal og cafeen i afgangshallen ombygget, og i efteråret 2007 offentliggjorde daværende lufthavnsdirektør Ole Paaske, at passagerterminalen skulle have en modernisering til en anslået værdi af 25 mio. kr. Moderniseringen omfattede blandt andet forbedrede check-in forhold, samt diverse opgraderinger af bagagesystemet. Renoveringen afsluttedes i sommeren 2009. I 2010 blev en ny vestlig adgangsvej, Ny Lufthavnsvej, indviet. I 2012 bliver lufthavnens security persontjek ombygget, og i 2014 blev lufthavnen moderniseret med bl.a. ny glasfacade, ny gulvbelægning og nye toiletter.
I 2019 introducerede lufthavnen et nyt design- og madkoncept med en ny restaurant på 1. sal samt to nye caféer - alt sammen leveret af gastronomientreprenøren Martin Ib. I 2020 forventedes lufthavnen at starte en ny fase af ombygning som inkluderer nye gates, ny bagagehal, ny facade og et nyt lufthavnshotel.

## Flyselskaber

### Destinationer
Følgende flyselskaber har fast ruteflyvning fra lufthavnen (sommer 2022): 
| Airseven  | Charter: Chania, Gran Canaria, Madeira, Palma de Mallorca, Pafos, Preveza, Tenerife, Zakynthos |
| Air Cairo | Hurghada, Sharm el Sheikh                                                                      |
| BRA       | Gøteborg, Stockholm-Bromma Sæson: Sälen-Trysil, Visby                                          |
| DAT       | Sæson: Bornholm                                                                                |
| Ryanair   | Gdansk, London-Stansted, Málaga, Milan-Malpensa, Riga, Warsaw-Modlin Sæson: Korfu, Zadar       |
| SAS       | København, Oslo Sæson: Stockholm-Arlanda                                                       |
| Wizz Air  | Bukarest                                                                                       |

### Skoleflyvning
Aarhus Airport er hjemsted for Greybird Pilot Academy, en større pilotskole som i 2018 havde syv mindre skolefly stationeret i lufthavnen, hvor der også er bygget undervisningslokaler, administration og hangarer. I 2017 stod Greybird for omkring 25% af skoleflyvningstrafikken på Aarhus Airport. Lufthavnen benyttes desuden som træningslufthavn af en række større flyselskaber, bl.a. Danish Air Transport, Primera samt det hollandske KLM. Flyvevåbnet udfører også enkelte anflyvninger af lufthavnen som led i træningen af deres piloter. Den store mængde skoleflyvning medførte, at antallet af operationer (starter og landinger) i lufthavnen i 2017 overgik Aalborg Lufthavn med næsten 10%, trods et noget lavere passagertal.

## Transport til og fra lufthavnen

### Bus
925X til/fra Aarhus Banegård. Bussens køreplaner er tilpasset flyafgange og check-in-tider. Det betyder bl.a. at bussen venter på forsinkede fly.
312 til/fra Ebeltoft og Ryomgård (hvor der er forbindelse videre mod fx Randers).

### Taxi
Der holder som regel taxaer og venter udenfor lufthavnens terminal. Man kan også forudbestille taxa til afhentning.

### Parkering
Der er mulighed for parkering ved lufthavnen. Det er ikke nødvendigt at forudbestille plads. Kortidsparkering under 5 timer er gratis. 

## Passagertal
Se kilde Wikidata forespørgsel og kilder.

Aarhus Airports passagertal:
- 2000: 640.566
- 2001: 655.061
- 2002: 579.450
- 2003: 579.391
- 2004: 524.506
- 2005: 538.664
- 2006: 553.570
- 2007: 571.463
- 2008: 573.175
- 2009: 526.402
- 2010: 562.000
- 2011: 591.355
- 2012: 467.681
- 2013: 459.913
- 2014: 422.145
- 2015: 364.836
- 2016: 383.154
- 2017: 372.223
- 2018: 486.166
- 2019: 500.490
- 2020: 119.899
- 2021: 133.960
- 2022: 422.003
- 2023: 542.958
- 2024: 510.788
- 2025 (Januar - Maj): 182.710

## Eksterne kilder og henvisninger
- Wikimedia Commons har flere filer relateret til Aarhus Airport 

  - Historien om Fliegerhorst Tirstrup

- Aarhus Airports hjemmeside